# Mont Oshiki
Le mont Oshiki (妙敷山, oshikisan) est une montagne culminant à 1 731 m d'altitude dans les monts Hidaka en Hokkaidō au Japon.